# Weiz
Weiz es una ciudad austríaca y la capital del distrito de Weiz, el cual cuenta en la actualidad con 9.300 habitantes, siendo considerada una pequeña ciudad. Es la octava ciudad más grande de Estiria.

## Historia
Los primeros asentamientos en Weiz datan de la época romana y es mencionada en documentos por primera vez en el año 1180, ya en 1850 fue capital del distrito y se convirtió en capital en 1932. En la actualidad es ampliamente reconocida por su uso energético alternativo.
El 4 de febrero de 1560 el emperador Fernando I de Austria le otorgó a la ciudad el escudo de armas actual.
La ciudad es mencionada en un extracto de la Enciclopedia Meyers Konversations-Lexikon de 1888: "Weiz. Ciudad comercial de Estiria, en ella se encuentra el Ferrocarril Gleisdorf W, es sede de la Comisión del Distrito y la Corte del Distrito, tiene una antigua iglesia, fabrica productos de hierro y acero, en particular hoces, con 2648 habitantes (1880). Tiene una notable corriente formada por el barranco Weiz".

## Geografía
Weiz está en Weizbach, un afluente del río Raba, a pocos kilómetros al sur de Weizklamm y unos 25 kilómetros al noreste de Graz, capital de Estiria.
Sus colindantes son (en sentido horario desde el norte) Thannhausen, Krottendorf, Mitterndorf an der Raab, Mortantsch y Naas.

### Clima
La ciudad está situada en la zona templada. La temperatura media anual es de 9,0 °C y la precipitación media anual de 799,0 mm. El mes más caluroso es julio con un promedio de 19,1 °C y el más frío medio de enero en los -1,3 °C. La mayor parte de la precipitación cae en el mes de junio con 120,4 milímetros en promedio, la menor cantidad en enero, con un promedio de 25,4 milímetros. La temperatura más baja jamás registrada es -20,7 °C en enero y la más alta a 35,9 °C en agosto.
| Parámetros climáticos promedio de Weiz                          | Parámetros climáticos promedio de Weiz | Parámetros climáticos promedio de Weiz | Parámetros climáticos promedio de Weiz | Parámetros climáticos promedio de Weiz | Parámetros climáticos promedio de Weiz | Parámetros climáticos promedio de Weiz | Parámetros climáticos promedio de Weiz | Parámetros climáticos promedio de Weiz | Parámetros climáticos promedio de Weiz | Parámetros climáticos promedio de Weiz | Parámetros climáticos promedio de Weiz | Parámetros climáticos promedio de Weiz | Parámetros climáticos promedio de Weiz |
| Mes                                                             | Ene.                                   | Feb.                                   | Mar.                                   | Abr.                                   | May.                                   | Jun.                                   | Jul.                                   | Ago.                                   | Sep.                                   | Oct.                                   | Nov.                                   | Dic.                                   | Anual                                  |
| --------------------------------------------------------------- | -------------------------------------- | -------------------------------------- | -------------------------------------- | -------------------------------------- | -------------------------------------- | -------------------------------------- | -------------------------------------- | -------------------------------------- | -------------------------------------- | -------------------------------------- | -------------------------------------- | -------------------------------------- | -------------------------------------- |
| Temp. máx. media (°C)                                           | 3.6                                    | 6.2                                    | 10.5                                   | 15.5                                   | 20.3                                   | 23.1                                   | 25.2                                   | 24.7                                   | 20.6                                   | 15.0                                   | 8.3                                    | 4.5                                    | 14.8                                   |
| Temp. media (°C)                                                | -1.3                                   | 0.6                                    | 4.5                                    | 8.9                                    | 14.1                                   | 17.2                                   | 19.1                                   | 18.4                                   | 14.3                                   | 8.9                                    | 3.3                                    | 0.1                                    | 9                                      |
| Temp. mín. media (°C)                                           | -4.4                                   | -2.9                                   | 0.5                                    | 4.2                                    | 8.8                                    | 11.9                                   | 13.7                                   | 13.7                                   | 10.1                                   | 5.2                                    | 0.3                                    | -2.8                                   | 4.9                                    |
| Precipitación total (mm)                                        | 25.4                                   | 28.2                                   | 41.7                                   | 49.9                                   | 88.3                                   | 120.4                                  | 110.0                                  | 116.8                                  | 74.3                                   | 59.9                                   | 49.8                                   | 34.3                                   | 799                                    |
| Días de lluvias (≥ )                                            | 5.5                                    | 5.1                                    | 7.1                                    | 7.7                                    | 10.5                                   | 11.6                                   | 10.4                                   | 9.6                                    | 7.7                                    | 6.4                                    | 6.8                                    | 5.9                                    | 94.3                                   |
| Fuente: Clima 1971-2000 Clima de Österreich 12 de marzo de 2013 |                                        |                                        |                                        |                                        |                                        |                                        |                                        |                                        |                                        |                                        |                                        |                                        |                                        |

## Economía
Desde 1998, Weiz tiene la tasa de desempleo más baja de Estiria y cerca de 4 mil estudiantes reciben educación universitaria. El auge lo tienen las empresas de electrónica, construcción y de piezas de automóviles.

## Turismo

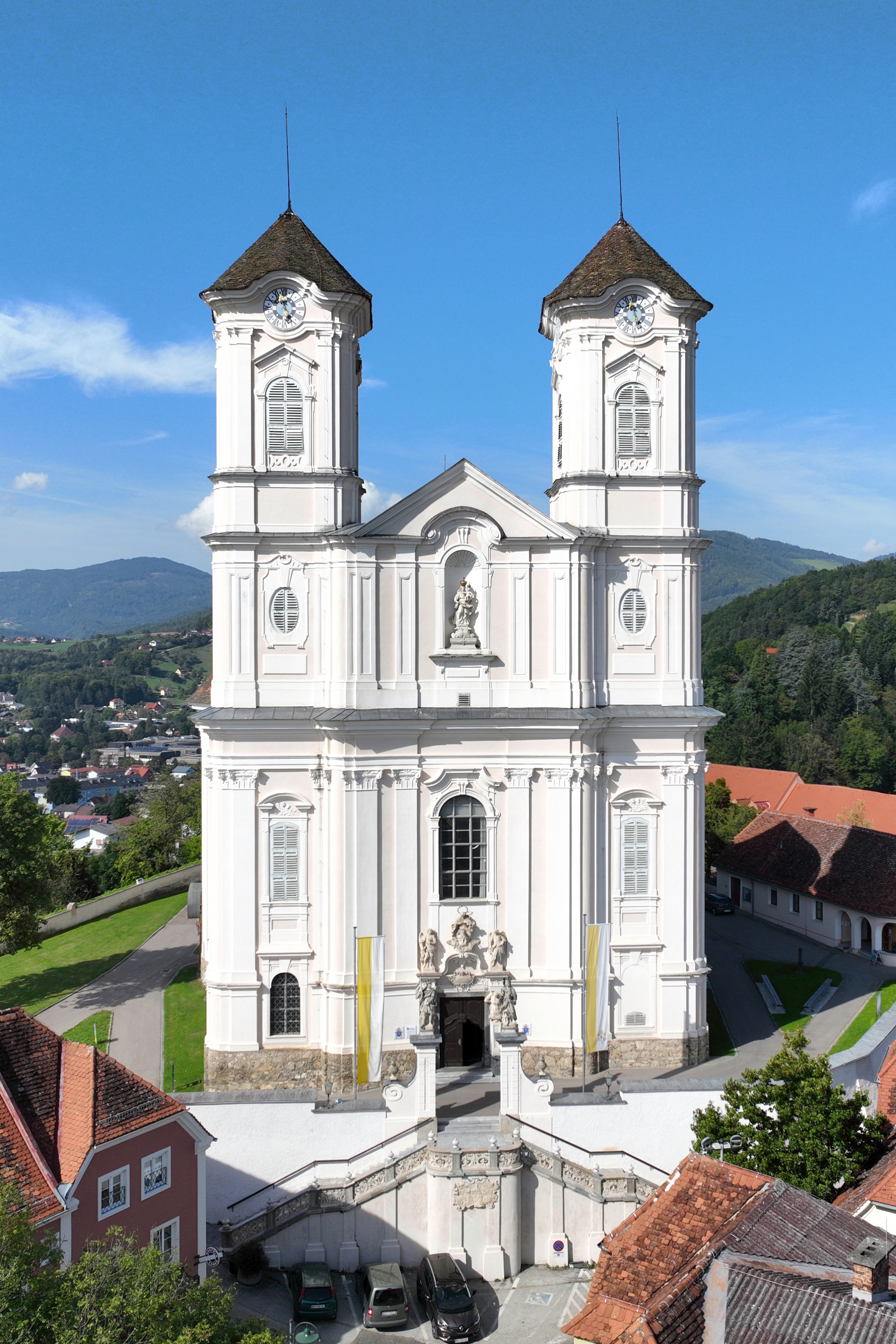
Iglesia de Weizberg.

La plaza principal de Weiz se encuentra rodeada por una franja de casas y fue construida en el siglo XVIII con estilo barroco, en el centro se encuentra la Virgen María edificada en el siglo XVII como patrona de la parroquia y el santuario de Weizberg.
El ayuntamiento es más reciente, construido en 1910 con simbolismos a la cosecha, el cultivo y la deforestación, en su lado derecho se encuentran los molinos de hierro y un transformador que fue entregado en 1951 para la central eléctrica Kaprun.
El centro comercial K&K se encuentra construido en lo que fueron los antiguos establos de entrenamiento Weizer, frente a éste esta la Weber House inaugurada en 1990 y que fuera la casa del artista Kurt Weber que tiene en su frente la cabeza de Medusa.
Los demás lugares turísticos de Weiz se relacionan con la energía: la «Escena Energética de Weiz», con 12 lugares en total brindando espectáculos energéticos y con la primera exposición internacional de energía que contiene muestras de diferentes tipos como biomasa, energía hidráulica, solar, biogás, energía eólica y geotérmica. La «Casa Gemini» que es una casa que asombra por su funcionamiento energético girando como un girasol, también a lo largo del lago Weiz con dos paneles solares planeados y diseñados específicamente iluminan el camino a lo largo de la Weizbach. Sobre la estación de tren y cerca de la peatonal 102 toneladas de acero fueron utilizadas en un techo fotovoltaico.

### Castillos
El «Castillo Thannhausen» es el segundo de la villa romana rústica, construido a mediados del siglo XVI y es un ejemplo de arquitectura estiria tardía. Cada año allí se realizan conciertos en el patio, atrayendo a miles de visitantes. El castillo es propiedad de la familia Gudenus.
El «Castillo Radmannsdorf» comenzó a construirse en 1555 por Otto von Radmannsdorf y demandó una década en ser concluido, posee un estilo renacentista. Tras varias disputas por su herencia, quedó en manos del Colegio Jesuita de Leoben hasta 1773, cuando fue confiscado por el Estado, a partir de entonces fue una escuela de cadetes, oficinas y hasta una escuela. Actualmente es la sede de los tribunales.